# Ducado de Medina de las Torres

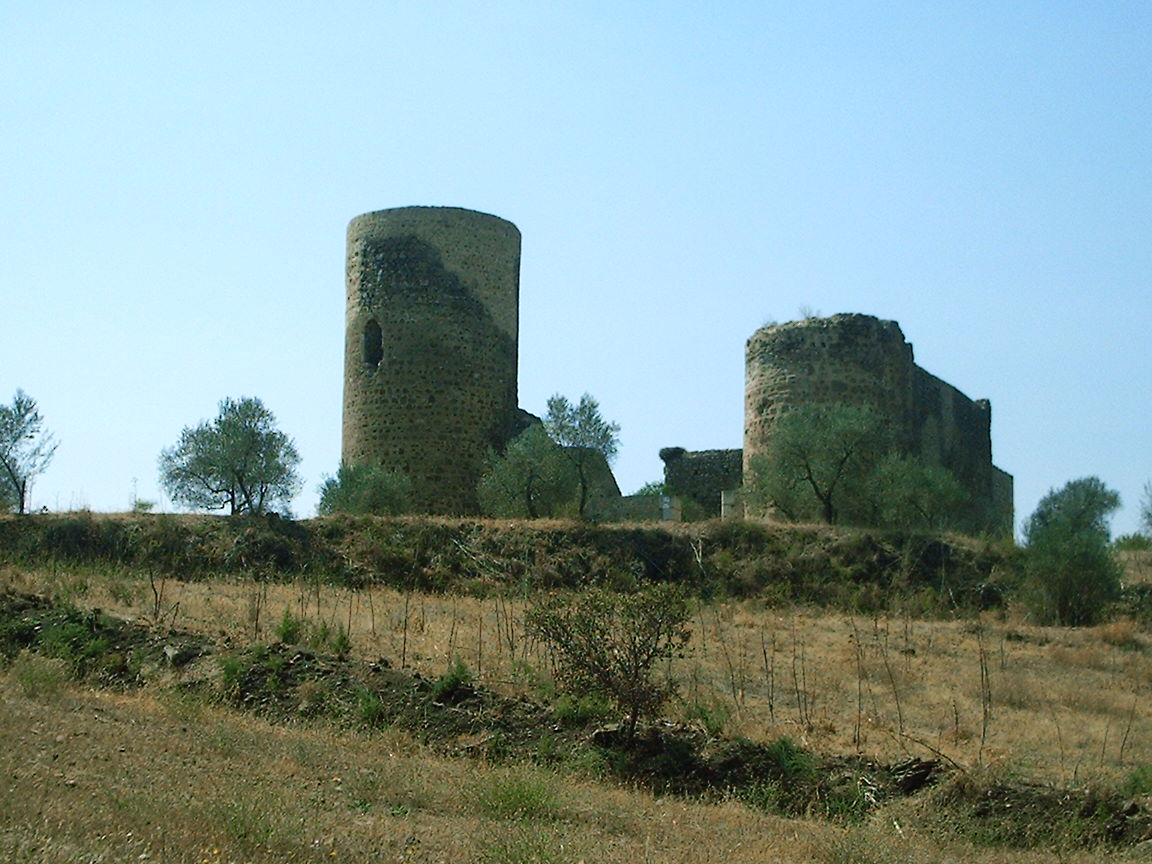
Castillo de Medina de las Torres (Badajoz).

El ducado de Medina de las Torres es uno de los títulos reales y nobiliarios de España concedido por el monarca Felipe IV de España el 5 de enero de 1625 a Gaspar de Guzmán y Pimentel, conde de Olivares y duque de Sanlúcar la Mayor, conocido como el Conde-duque de Olivares, y hace referencia a la villa de Medina de las Torres, en la provincia de Badajoz.
El título, que lleva aparejada la Grandeza de España,  fue creado a favor del primer poseedor para que dotase a su única hija y heredera, María de Guzmán y Zúñiga, para contraer matrimonio con Ramiro Núñez de Guzmán, ii marqués de Toral. A la muerte de su hija, su padre solicitó al monarca que aceptara su renuncia al ducado y que este le fuera concedido a su yerno.

## Duques de Medina de las Torres
|                                  | Titular                                                  | Periodo                          |
| Creación por Felipe IV de España | Creación por Felipe IV de España                         | Creación por Felipe IV de España |
| -------------------------------- | -------------------------------------------------------- | -------------------------------- |
| i                                | Gaspar de Guzmán y Pimentel                              | 1625-1626                        |
| ii                               | Ramiro Núñez de Guzmán                                   | 1626-1668                        |
| iii                              | Nicolás María de Guzmán y Caraffa                        | 1668-1689                        |
| iv                               | Mariana Sinforosa de Guzmán y Guevara                    | 1689-1723                        |
| v                                | Antonio Gaspar de Moscoso Osorio y Aragón                | 1723-1725                        |
| vi                               | Ventura Antonio Osorio de Moscoso y Guzmán               | 1725-1734                        |
| vii                              | Ventura Antonio Osorio de Moscoso y Fernández de Córdoba | 1734-1776                        |
| viii                             | Vicente Joaquín Osorio de Moscoso y Guzmán               | 1776 -1816                       |
| ix                               | Vicente Isabel Osorio de Moscoso y Álvarez de Toledo     | 1816-1837                        |
| x                                | Vicente Pío Osorio de Moscoso y Ponce de León            | 1837-1849                        |
| xi                               | María Eulalia Osorio de Moscoso y Carvajal               | 1849-1892                        |
| xii                              | Fernando Osorio de Moscoso y López de Ansó               | 1893-1977                        |
| xiii                             | José María Ruiz de Bucesta y Osorio de Moscoso           | 1980-2019                        |
| xiv                              | José Gonzalo Ruiz de Bucesta y Mora                      | 2020-actual                      |

## Historia del ducado de Medina de las Torres
- Gaspar de Guzmán y Acevedo, i duque de Medina de las Torres, iii conde de Olivares y duque de Sanlúcar la Mayor, conocido como el Conde-Duque de Olivares, casado con Inés de Zúñiga y Velasco, padres de María de Guzmán y Zúñiga (m. 1626). Al fallecer su hija, cedió el título a su yerno:[1]

- Ramiro Núñez de Guzmán (m. 8 de diciembre de 1668), ii duque de Medina de las Torres[2] después de enviudar de la hija del primer titular, contrajo un segundo matrimonio el 12 de mayo de 1636 con Ana Caraffa Albobrandini (m. 20 de octubre de 1644), v princesa de Stigliano. Se casó en terceras nupcias el 3 de febrero de 1659[3] con Catalina Vélez de Guevara, ix condesa de Oñate.  Le sucedió su hijo del segundo matrimonio:[1]

- Nicolás María de Guzmán y Caraffa (m. 7 de enero de 1689), iii duque de Medina de las Torres, caballero de la Orden del Toisón de Oro, tesorero general de la Corona de Aragón, consejero de Estado.  Se casó el 21 de octubre de 1657 con María de Toledo y Velasco (m. 12 de diciembre de 1710). Le sucedió su hija:[1]

- Mariana Sinforosa de Guzmán y Guevara (m. 3 de febrero de 1723), iv duquesa de Medina de las Torres, casada el 11 de abril de 1678 con Juan Claros Alonso Pérez de Guzmán el Bueno, xi duque de Medina Sidonia, sin descendencia. Le sucedió en 1723 su sobrino:[1]

- Antonio Gaspar de Moscoso Osorio y Aragón (m. 3 de enero de 1725), v duque de Medina de las Torres y viii conde de Altamira.[1] Se casó con Ana Nicolasa de Guzmán y Córdoba, xiv marquesa de Astorga, vii marquesa de Velada, xiv condesa de Trastámara, etc. Le sucedió su hijo:[1]

- Ventura Antonio Osorio de Moscoso y Guzmán (m. 29 de marzo de 1734), vi duque de Medina de las Torres y ix conde de Altamira.[1] Contrajo matrimonio con Buenaventura Francisca Fernández de Córdoba Folch de Cardona, xi duquesa de Sessa, xi duquesa de Terranova, ix duquesa de Baena, etc.  Le sucedió su hijo:[1]

- Ventura Antonio Osorio de Moscoso y Fernández de Córdoba (m. 6 de enero de 1776), vii duque de Medina de las Torres, x conde de Altamira,[1] casado con María de la Concepción de Guzmán y Fernández de Córdoba.  Le sucedió su hijo:[1]

- Vicente Joaquín Osorio de Moscoso y Guzmán (m. 26 de agosto de 1816), viii duque de Medina de las Torres, xi conde de Altamira, etc.[1] Le sucedió su hijo:

- Vicente Ferrer Osorio de Moscoso (31 de agosto de 1837), ix duque de Medina de las Torres, xii conde de Altamira, le sucedió su hijo;[1]

- Vicente Pío Osorio de Moscoso y Ponce de León (m. 1864), x duque de Medina de las Torres, xiii conde de Altamira,[1] casado con María Luisa de Carvajal Vargas y Queralt. El 26 de diciembre de 1849 cedió el título a su hija:[1]

- María Eulalia Osorio de Moscoso y Carvajal (m. 30 de junio de 1892), xi duquesa de Medina de las Torres. Contrajo matrimonio el 4 de agosto de 1849 con Fernando Osorio de Moscoso y Fernández de Córdoba (m. 25 de septiembre de 1867). Le sucedió su nieto:[1]

- Fernando Osorio de Moscoso y López de Ansó (m. 29 de octubre de 1977), xii duque de Medina de las Torres. Le sucedió su sobrino:[1]

- José María Ruiz de Bucesta y Osorio de Moscoso, xiii duque de Medina de las Torres[4]  y marqués de Monasterio,[5]  casado el 10 de noviembre de 1956 con Mª Luz de Mora y Aragón (m. 22 de septiembre de 2011).[1] Le sucedió su hijo:

- José Gonzalo Ruiz de Bucesta y Mora, xiv duque de Medina de las Torres,[6] marqués de Monasterio, conde de Saltes y barón de la Joyosa.